# Evžen Kočenda
Evžen Kočenda (* 31. ledna 1963, Olomouc) je český ekonom a profesor Univerzity Karlovy. Patří mezi nejpublikovanější a nejcitovanější české odborníky v oborech ekonomie a finance.

## Životopis
Ekonomii vystudoval na VŠE v Praze (1985; ing.) a University of Toledo v Ohiu (1992; M.A.), doktorské studium absolvoval na University of Houston v Texasu (1996; Ph.D.). V roce 2004 byl jmenován profesorem. V roce 2017 mu byl udělen vědecký titul doktor věd (DSc.).
Od roku 2015 je jeho vědecká a pedagogická praxe spjata s Institutem ekonomických studií FSV UK. Od roku 2015 je také vědeckým pracovníkem oddělení ekonometrie v Ústavu teorie informace a automatizace AV ČR. V letech 1996–2015 působil na CERGE-EI a rovněž byl vědeckým pracovníkem Národohospodářského ústavu Akademie věd ČR. Jako profesor ekonomie působil mezi lety 2008 a 2013 také na Anglo-americké vysoké škole.
Na Institutu ekonomických studií Fakulty sociálních věd vyučuje aplikovanou ekonomii, je garantem kurzů finanční trhy a mezinárodní finance. Působí jako vedoucí katedry financí a kapitálových trhů a je předsedou oborové rady doktorského studia. Je členem prestižní společnosti Academia Europea, a organizací American Economic Association, Czech Economic Association, Association for Comparative Economic Studies a European Economic Association.

## Odborná činnost
Evžen Kočenda se ve své vědecké činnosti zabývá mezinárodními financemi, ekonomickou transformací, evropskou integrací, výkonností a správou podniků. Působí/l jako co-editor v časopise Czech Journal of Economics and Finance (od 2014); Associate Editor v Emerging Markets Finance and Trade (2019-2020). Je také členem ediční rady časopisů International Journal of Business Competition and Growth (od 2010), Czech Economic Review (od 2015), Eastern European Economics (od 2017) a Public Sector Economics (od 2017). Podle databáze Web of Science (Core Collection) je autorem více než 120 odborných článků, jeho H-index je 24; podle databáze Google Scholar má více než 7 000 citací a jeho H-index je 41. Spolu s Alexandrem Černým je autorem knihy „Elements of Time Series Econometrics“, která vyšla již ve třetím vydání. K ekonomickým otázkám se pravidelně vyjadřuje v novinách, rozhlase a televizi.
V roce 2019 získal výzkumnou podporu Donatio Universitatis Carolinae, kterou Univerzita Karlova uděluje vědeckým osobnostem, jež mimořádně přispívají k odborné prestiži univerzity.